# Didier Malherbe

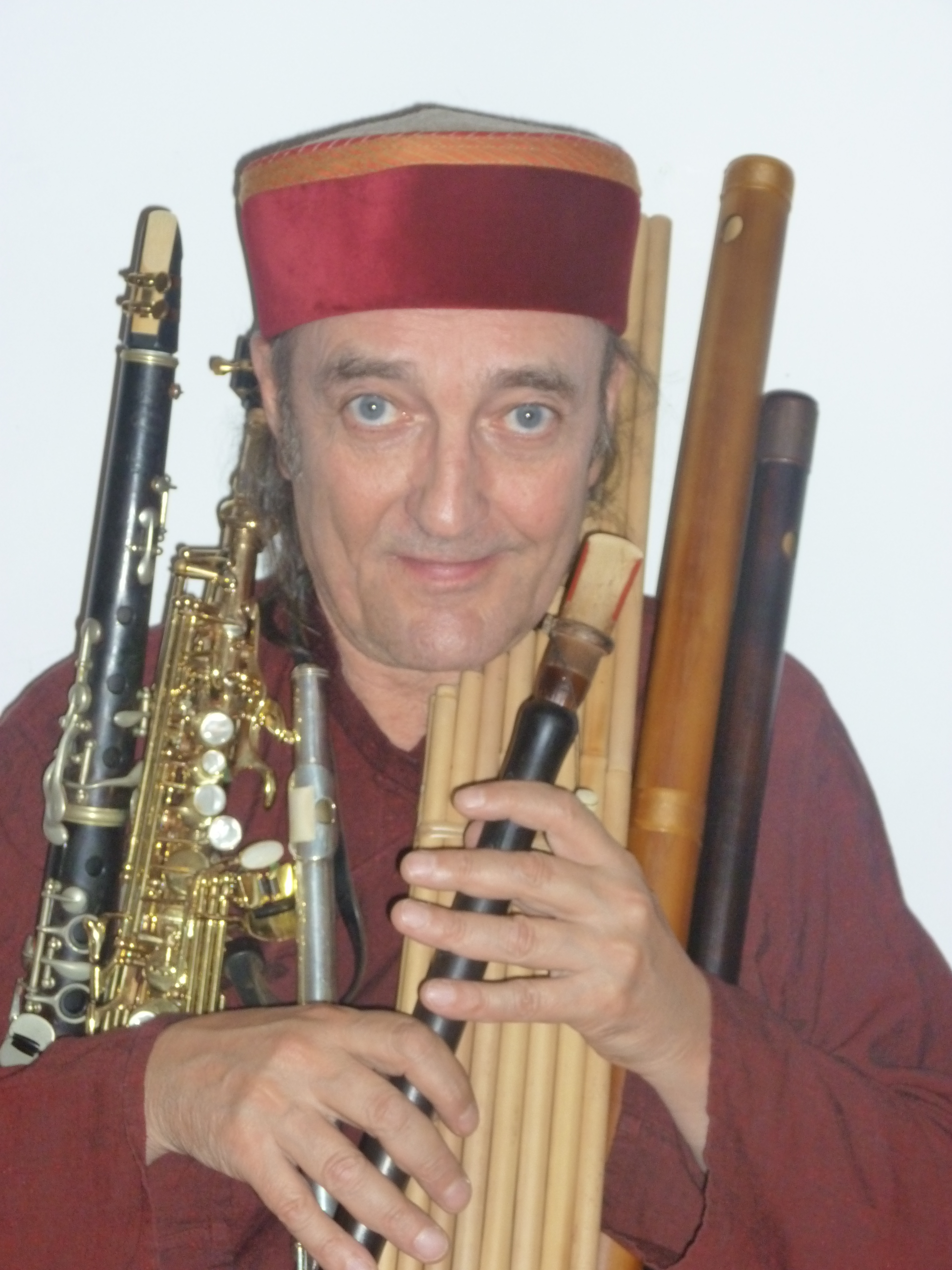
Didier Malherbe (2011).

Didier Malherbe, född 22 januari 1943 i Paris, är en musiker inom såväl jazz som progressiv rock. Han är en multiinstrumentalist vars första instrument var saxofon, men där han senare mer och mer spelat olika former av träblåsinstrument, såsom flöjt, klarinett, bawu, och hulusi. Malherbe har främst blivit känd som en av medlemmarna i musikgruppen Gong där han gick under namnet Bloomdido Bad De Grasse. Bloomdido var en låt av jazzsaxofonisten Charlie Parker som inspirerade en tonårig Malherbe att börja spela musik.
Han medverkade på många av Gongs skivor bland annat trilogin Radio Gnome Invisible, men även under den senare eran då gruppen leddes av Pierre Moerlen. Malherbe har även medverkat på skivor av Kevin Ayers, Hatfield and the North, Steve Hillage, Jacques Higelin och Brigitte Fontaine.
Didier Malherbe har även verkat som poet.

## Diskografi, soloalbum
- Bloom, 1980
- Zeff, 1992
- Windprints - L'Empreinte Du Vent, 2003